# 빈비르 게제
《빈비르 게제》(튀르키예어: Binbir Gece)는 2006년부터 2009년까지 방영된 터키의 텔레비전 드라마이다.